# 米安薩拉村 (吉蘭省)
米安薩拉村（波斯語：ميانسرا），是伊朗吉兰省阿姆拉什县中央區南阿姆拉什鄉的一个村。2006年人口普查顯示該村人口为47人，分佈在10个家庭中。